# Théâtre du Bourg-Neuf
 (septembre 2011).
Si vous disposez d'ouvrages ou d'articles de référence ou si vous connaissez des sites web de qualité traitant du thème abordé ici, merci de compléter l'article en donnant les références utiles à sa vérifiabilité et en les liant à la section « Notes et références ».
Le théâtre du Bourg-Neuf, ouvert au public depuis 1985, porte le nom de la rue d’Avignon dans laquelle il se trouve, dans le quartier historique de la rue des Teinturiers. Il a été créé sous l’initiative du metteur en scène Dominique Fataccioli  qui continue d’en assurer la direction. 

## Historique
Lieu de création dès 1982, puis théâtre ouvert au public depuis 1985, l’enseigne du Théâtre du Bourg-Neuf est créée en 1988. Le fondateur du lieu, Dominique Fataccioli a créé de toutes pièces ce théâtre composé actuellement de deux salles de spectacle. Le Bourg-Neuf fait partie des rares espaces théâtraux dits « permanents » de la cité des Papes : en pleine activité durant le Festival d’Avignon "OFF" au mois de juillet, il propose également depuis 1995 une programmation pour la saison ordinaire, de septembre à juin. Celle-ci se compose de spectacles, stages, cours, ateliers, conférences. 
Les premières résidences d’artistes ont vu le jour en 2008. Elles ont conféré à ce lieu de diffusion de la culture une dimension supplémentaire d’espace de création. 
Le théâtre du Bourg-Neuf tire sa nouveauté dans la volonté de renouveler autant que possible ses activités.
Les « Palabraises » sont par exemple des rendez-vous orchestrés en juillet durant le festival d’Avignon entre auteurs, spectateurs et professionnels du théâtre. Fernando Arrabal, Victor Haïm, Matteï Visniec, Emmanuelle Marie, Ahmadou Kourouma, etc., y ont déjà collaboré.
« Passion d’Avril », créé en 2002, est quant à lui un festival de musique dont les genres varient tous les ans.

## Les Salles

### La Salle Bleue

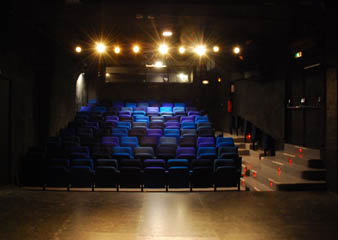
Salle Bleue

#### Caractéristiques de la salle
- Jauge : 100 places
- Salle climatisée
- Hauteur sous perche : 3,20 m
- Profondeur du plateau : 6 m
- Ouverture du plateau : 6 m

#### Liste technique
- Intensité disponible 50 A par phase.
- Puissance totale 30 kW

#### Lumière
- 9 faces PC 500 W
- 4 latéraux ADB PC 650 W (A56)
- 6 en contre-jour ADB PC 650 W (A56)
- 9 quartz service : 5 pour le public et 4 pour le plateau
- 1 jeu d'orgue 24 voies Light Commander 2 préparations, manuel ou séquentiel (48 voies en mode WIDE)
- Racks GALATEC 24 circuits (2 x 12) 3 kW par circuit.
- Racks ARIANE 24 circuits (4 x 6) 2 kW par circuit.
- circuit multi-paires : 96 lignes relient la régie du plateau.
- plus 3 lignes directes 220 V ras du sol (2 au lointain, 1 à l'avant côté cour).

#### Son
- 2 enceintes amplifiées 400 W pour la façade
- 1 amplis 2 x 100 W MV ou DAVOLI
- 2 enceintes MONITOR 100 W (au lointain)
- 1 table de mixage MACKIE 1402 VLZ PRO (6 entrées mono micro/ligne XLR ou jack plus 4 entrées stéréo jack).
- 1 lecteur MD SONY avec auto pause
- 1 lecteur CD avec auto pause
- 1 multi paire 12 in/4 out (reliant le plateau à la régie)

#### Multimedia et machinerie
- 1 patience bleue motorisée en un seul panneau ouvrant de cour à jardin, ouverture en 12 secondes et fermeture en 12 secondes, télécommande fixe filaire en régie.
- 1 videoprojecteur Optoma 2000 lumens 800 x 600 sur support dans l'axe de la salle au-dessus du public, projection frontale. Liaison cinch composite, s-video et vga.
- 1 lecteur DVD / Blu ray avec pause sans OSD.
- 1 projecteur diapo Simda 400 W + zoom 110/200
- 1 écran motorisé 4 x 3 m à 1,5 m du fond de scène, ouverture en 35 secondes et fermeture en 41 secondes, télécommande fixe filaire sur le plateau, au lointain à jardin.

## Liens externes

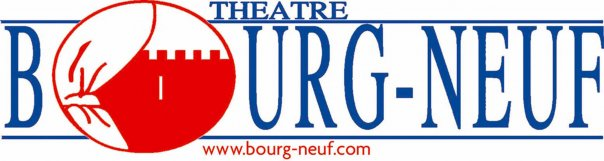
Logo du Théâtre du Bourg-Neuf (1985-2008)
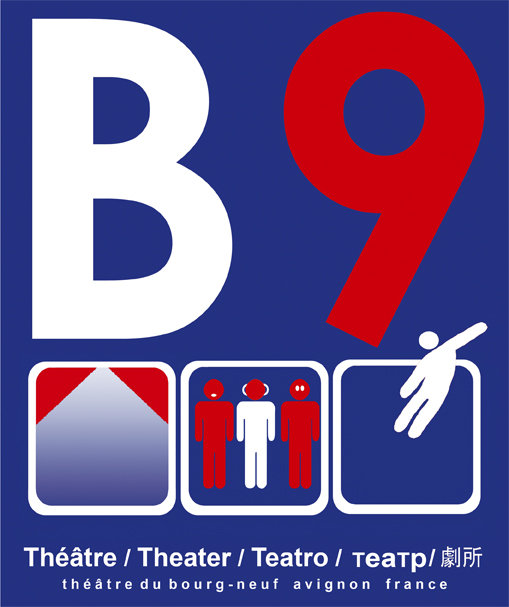
Logo du Théâtre du Bourg-Neuf (2008-aujourd'hui)

### La Salle Rouge

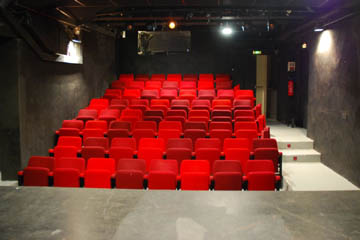
Salle Rouge

#### Caractéristiques de la salle
- Jauge : 70 places durant le festival d'Avignon et 43 hors festival
- Salle climatisée
- Hauteur sous poutre : 2,80 m
- Hauteur sous plafond : 3,08 m
- Profondeur du plateau : 4 m
- Ouverture du plateau : 5,5 m

#### Liste technique
- Intensité disponible 30 A par phase.
- Puissance totale 18 kW

#### Lumière
- 6 faces PC 650 W
- 4 latéraux PC 650 W
- 3 en contre-jour PC 650 W
- 3 quartz pour le public et 2 pour le plateau
- 1 jeu d'orgue à mémoires 24 circuits OXO, 2 préparations
- Système SUNLITE 2048 en interaction avec le jeu d'orgue OXO.
- 83 lignes relient la régie du plateau, 58 au plafond, 19 en salle et 6 au ras du sol au plateau + 2 lignes directes 220 V (1 au lointain à cour et 1 au lointain à jardin).

#### Son
- 2 amplis 2 x 100 W MV ou DAVOLI
- 4 enceintes MONITOR 100 W (1 paire avant-scène, 1 paire au lointain)
- 1 table de mixage MACKIE 1402 VLZ PRO (6 entrées mono micro/ligne XLR ou jack + 4 entrées stéréo jack).
- 1 lecteur MD SONY avec auto pause.
- 1 lecteur CD laser TECHNICS avec auto pause.
- 1 interphonie régie / sas d'entrée de plateau à cour.

#### Multimédia et machinerie
- 1 console contrôleur midi 8 canaux multimédia
- 1 vidéoprojecteur Optoma 2000 lumens 800 x 600
- sur support dans l'axe de la salle au-dessus du public, projection frontale. Liaison cinch composite, s-video et vga.
- 1 lecteur DVD / Blu-ray avec pause sans OSD.
- 1 projecteur diapo Simda 400 W + zoom 110/200
- 1 écran motorisé 4 x 3 m à 0,5 m du fond de scène, ouverture en 33 s et fermeture en 39 s, télécommande fixe filaire sur le plateau, au lointain à jardin.